# Constitutionalistas under Mexikanska revolutionen
Constitutionalistas var den segrande fraktionen under den Mexikanska revolutionen. Den stod under ledning av Venustiano Carranza och kallades därför även Carrancistas. Fraktionen hade sitt huvudsakliga stöd i den urbana medelklassen och bland intellektuella vilka ville ha en modernistisk och nationalistisk konstitution. Efter revolutionen kom de att som Partido Revolucionario Institucional dominera mexikansk politik fram till år 2000.